# Ribellione di Satsuma
La ribellione di Satsuma (西南戦争?, Seinan Sensō, «Guerra sudoccidentale»), fu una rivolta di ex samurai di Satsuma contro il governo Meiji dal 29 gennaio al 24 settembre 1877, 9 anni dopo l'inizio del periodo Meiji. Essa fu l'ultima, e la più grave, di una serie di sollevazioni armate contro il nuovo governo. La storia della ribellione è raccontata, in modo romanzato, nel film L'ultimo samurai.

## Antefatto

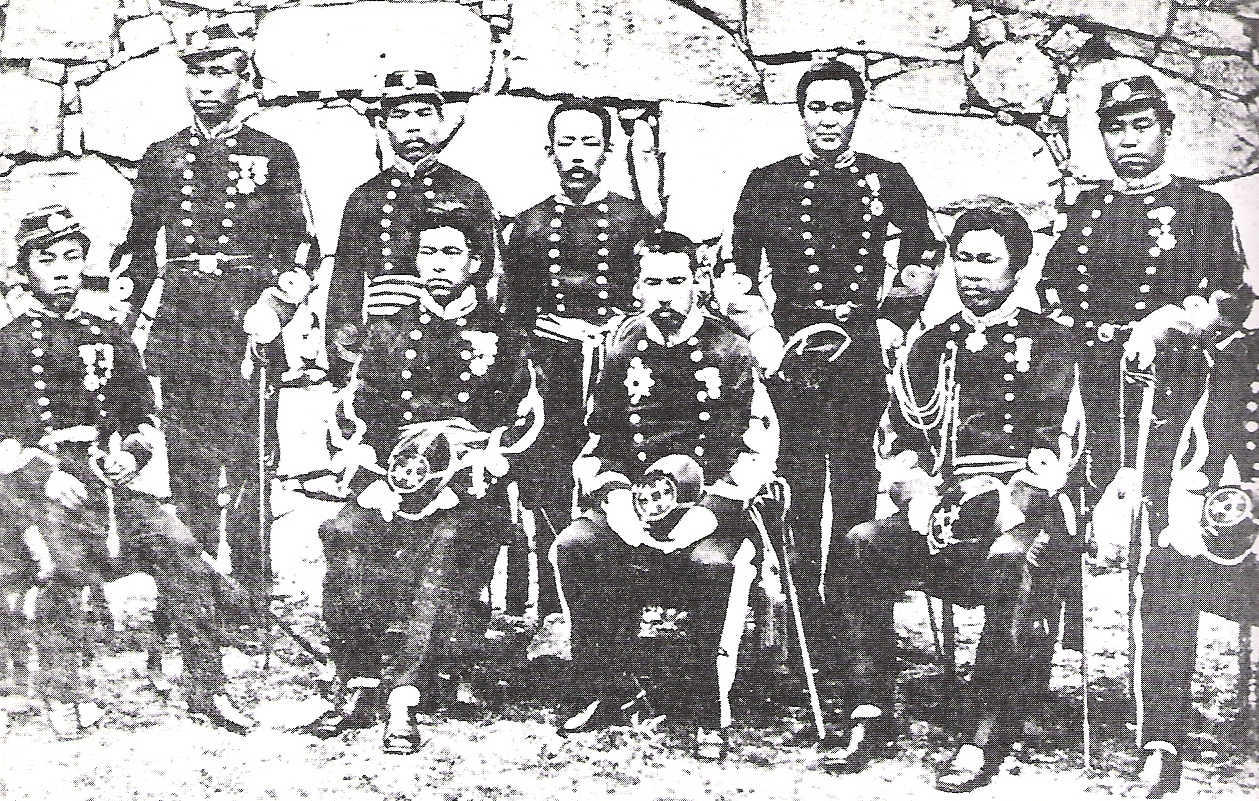
Ufficiali dell'Esercito imperiale giapponese della guarnigione di Kumamoto, che resistette all'assedio di Takamori Saigo, 1877

Sebbene il dominio di Satsuma fosse stato uno dei protagonisti della Restaurazione Meiji e della Guerra Boshin, e sebbene molti uomini di Satsuma fossero ascesi ad influenti posizioni nel nuovo governo Meiji, vi era una crescente insoddisfazione verso la direzione che il paese stava prendendo. La modernizzazione del paese (con il conseguente abbandono del sistema feudale) significava l'abolizione della condizione sociale privilegiata della classe dei samurai, e aveva minato la loro posizione finanziaria. I rapidissimi e massicci cambiamenti della cultura, dell'abbigliamento e della società giapponesi sembravano a molti samurai un tradimento della parte del jōi («Espellere i barbari») della dottrina del Sonnō jōi usata come giustificazione per rovesciare il precedente shogunato Tokugawa.
Takamori Saigo, uno dei capi anziani di Satsuma nel governo Meiji che all'inizio aveva sostenuto le riforme, era particolarmente preoccupato della crescente corruzione (lo slogan del suo movimento ribelle era «新政厚徳», «Nuovo governo, alta moralità»). Saigo fu un forte fautore della guerra con la Corea nel dibattito Seikanron del 1873. Ad un certo punto, si offrì di visitare la Corea di persona e di provocare un casus belli, comportandosi in maniera così offensiva che i Coreani sarebbero stati costretti a ucciderlo. Una guerra avrebbe non solo spronato il rafforzamento delle forze armate giapponesi, ma avrebbe restituito ai samurai la loro ragion d'essere. Quando il piano fu respinto, Saigo si dimise per protesta da tutti suoi incarichi di governo e ritornò nella sua città natale di Kagoshima, come molti altri ex samurai di Satsuma nelle forze militari e di polizia.
Per contribuire a mantenere e occupare questi uomini, nel 1874 Saigo fondò un'accademia privata a Kagoshima. Presto 132 filiali furono fondate in tutta la prefettura. L'«addestramento» fornito non era puramente accademico: sebbene fossero insegnati i classici cinesi, a tutti gli studenti era richiesto di prendere parte all'addestramento con le armi e all'istruzione di tattica. Le tradizioni del bushidō erano, naturalmente, enfatizzate al massimo. Saigo avviò anche una scuola di artiglieria. Le scuole somigliavano più che mai a organizzazioni politiche paramilitari, e godevano dell'appoggio del governatore di Satsuma, che nominò i samurai alle cariche politiche, dove giunsero a dominare il governo di Kagoshima. Il sostegno per Saigo era così forte che entro la fine del 1876 Satsuma si era di fatto staccata dal governo centrale.

## Preludio
La notizia delle accademie di Saigo fu accolta con considerevole preoccupazione a Tokyo. Il governo aveva appena fronteggiato parecchie piccole ma violente rivolte di samurai nel Kyūshū (ribellione di Saga), e la prospettiva dei numerosi e feroci samurai di Satsuma, guidati nella ribellione dal famoso e popolare Saigo, era allarmante.
Nel dicembre 1876 il governo Meiji inviò un ufficiale di polizia di nome Nakahara Hisao e altri 57 uomini per indagare su rapporti di attività sovversive e di disordini. Gli uomini furono catturati e, sotto tortura, confessarono che erano spie mandate per assassinare Saigo. Sebbene Nakahara avesse in seguito ripudiato la confessione estortagli con la forza, essa fu ampiamente creduta a Satsuma e fu usata dai samurai scontenti come giustificazione del fatto che una ribellione fosse necessaria per «proteggere Saigo».
Temendo una ribellione, il 30 gennaio 1877 il governo Meiji inviò una nave da guerra a Kagoshima per rimuovere le armi ammassate nell'arsenale della città. Ironicamente, fu proprio questo a provocare un conflitto aperto, sebbene con l'eliminazione degli stipendi di riso dei samurai nel 1877 le tensioni fossero già estremamente alte. Infuriati dalla tattica del governo, 50 studenti dell'accademia di Saigo attaccarono l'arsenale di Somuta e portarono via le armi. Durante i successivi tre giorni, più di 1 000 studenti organizzarono incursioni nei cantieri navali e in altri arsenali. Messo di fronte a questo fatto compiuto, un Saigo profondamente sconcertato fu persuaso con riluttanza ad uscire dal suo semiritiro per guidare la ribellione contro il governo centrale.

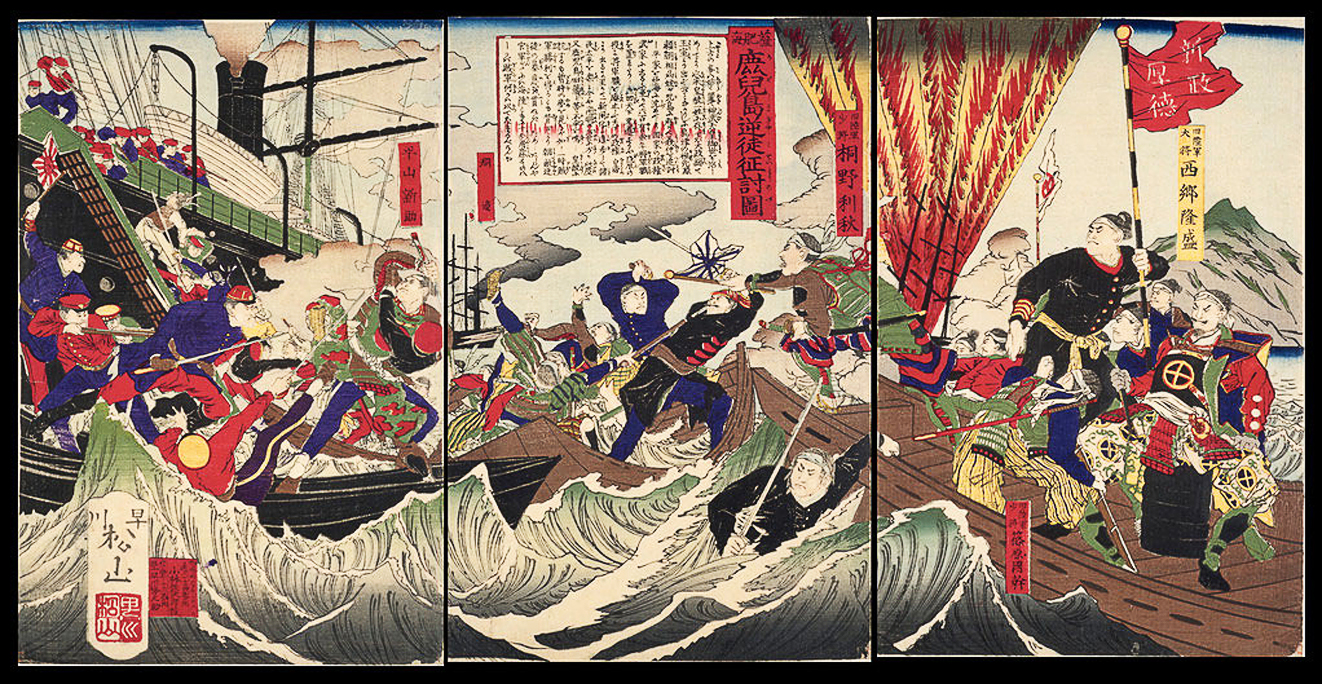
Lo scontro a Kagoshima.

Nel febbraio 1877 il governo Meiji spedì Hayashi Tomoyuki, un ufficiale del Ministero dell'interno, con l'ammiraglio Kawamura Sumiyoshi sulla nave da guerra Takao ad accertare la situazione. Il governatore di Satsuma, Oyama Tsunayoshi, spiegò che la sollevazione era la risposta al tentativo di assassinio del governo contro Saigo, e chiese che l'ammiraglio Kawamura (cugino di Saigo) scendesse a terra per aiutare a calmare la situazione. Dopo che Oyama fu ripartito, una flottiglia di piccole navi piene di uomini armati tentò di salire a bordo della Takao con la forza, ma furono respinti. Il giorno seguente Hayashi dichiarò ad Oyama che non poteva permettere a Kawamura di scendere a terra mentre la situazione era così instabile, e che l'attacco alla Takao costituiva un atto di lesa maestà.

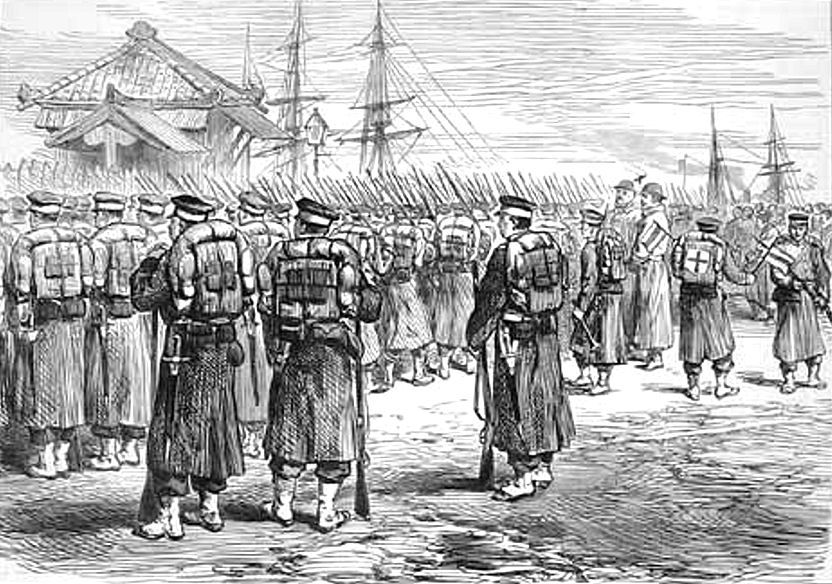
Le truppe imperiali sbarcano a Yokohama per combattere la ribellione di Satsuma nel 1877.

Al suo ritorno a Kōbe, il 12 febbraio, Hayashi s'incontrò con i generali Aritomo Yamagata e Hirobumi Itō, e fu deciso che si sarebbe dovuto inviare l'Esercito imperiale giapponese a Kagoshima per impedire alla rivolta di diffondersi in altre aree del paese favorevoli a Saigo. Lo stesso giorno Saigo s'incontrò con i suoi luogotenenti Kirino Toshiaki e Shinohara Kunimoto e annunciò la sua intenzione di marciare su Tokyo per porre delle questioni al governo. Rifiutando grandi masse di volontari, non fece alcun tentativo di contattare qualcuno degli altri domini per ottenere il loro appoggio, e nessuna truppa fu lasciata a Kagoshima per difendere la base contro un eventuale attacco. In tal modo Saigo intendeva dimostrare che stava agendo nella legalità e che il suo gesto non aveva finalità sovversive. Per rafforzare questo concetto, egli indossò la sua uniforme militare. Marciando a nord, il suo esercito fu ostacolato dalla peggiore nevicata che Satsuma avesse visto da più di 50 anni.

## La Guerra del sudovest

### Assedio del Castello di Kumamoto

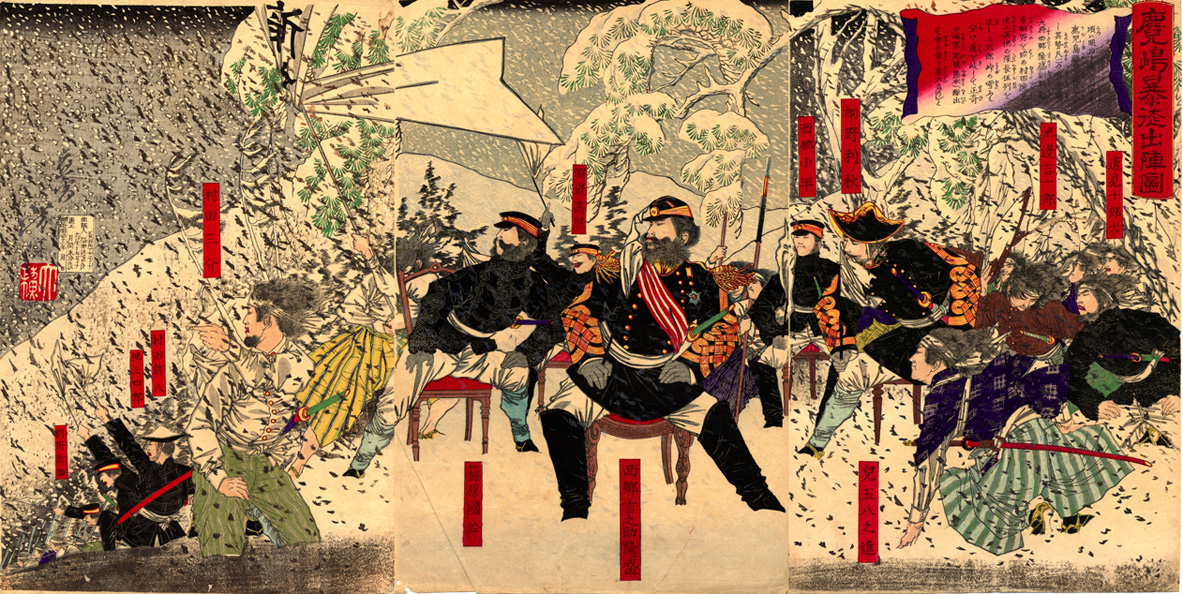
Kagoshima boto shutsujinzu di Yoshitoshi.

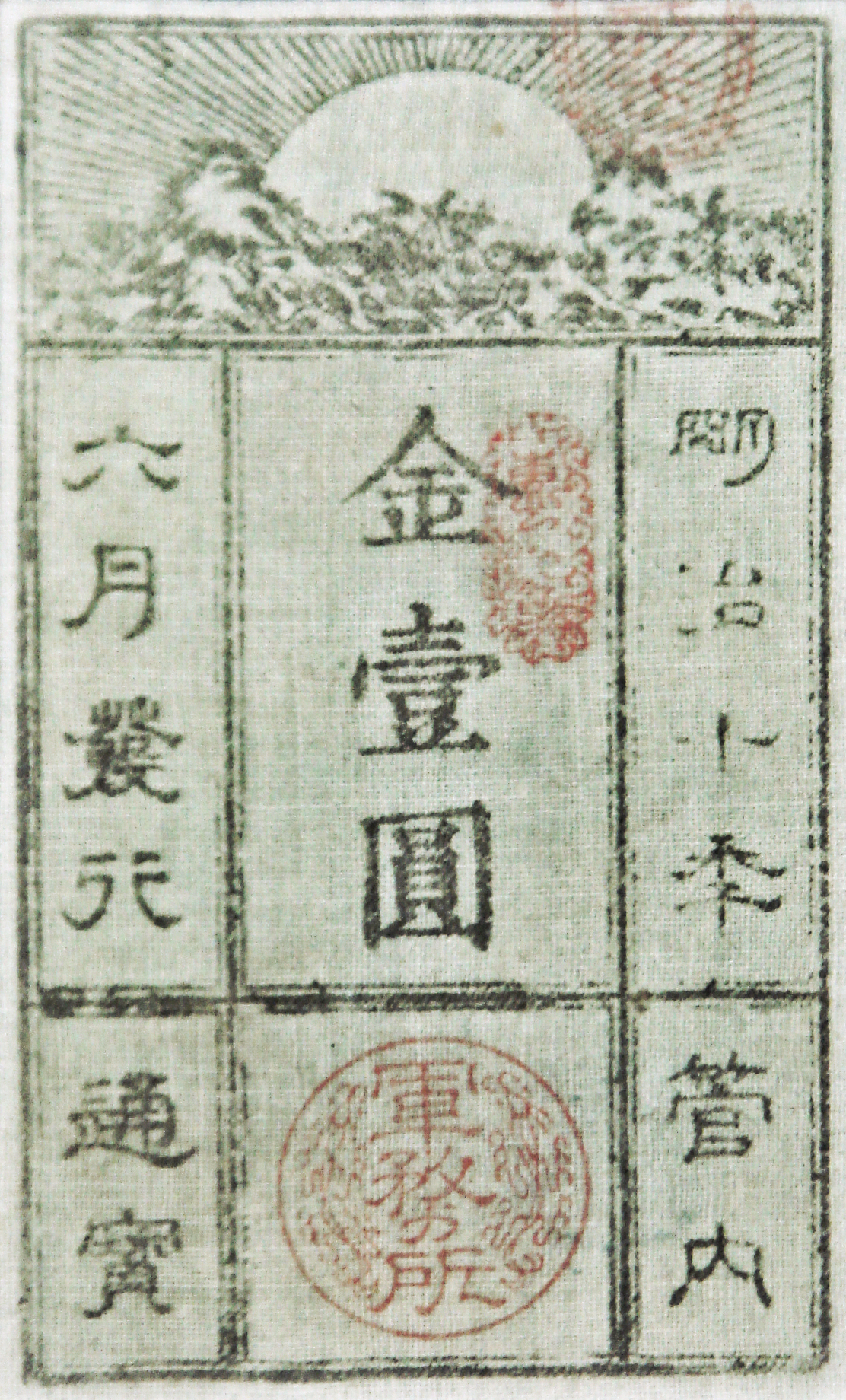
Banconota Gunmusho (軍務所) di Takamori Saigo, emessa nel 1877 per finanziare il suo sforzo bellico. Japan Currency Museum

L'avanguardia di Satsuma attraversò la prefettura di Kumamoto il 14 febbraio. Il comandante del Castello di Kumamoto, il maggiore generale Tani Tateki, aveva 3 800 soldati e 600 poliziotti a sua disposizione. Tuttavia la maggior parte della guarnigione era del Kyūshū, e poiché molti ufficiali erano nativi di Kagoshima, le loro lealtà erano in dubbio. Piuttosto che rischiare diserzioni o defezioni, Tani decise di rimanere sulla difensiva.
Il 19 febbraio furono sparati i primi colpi della guerra quando i difensori del Castello di Kumamoto aprirono il fuoco sulle unità di Satsuma che stavano tentando di aprirsi la strada nel castello. Il Castello di Kumamoto, costruito nel 1598, era tra i più forti del Giappone: Saigo tuttavia era fiducioso che le sue forze sarebbero state più che alla pari con i coscritti contadini di Tani, che erano ancora demoralizzati dalla recente ribellione Shimpuren.
Il 22 febbraio l'esercito principale di Satsuma arrivò e attaccò il Castello di Kumamoto in una manovra a tenaglia. Il combattimento continuò fino alla notte. Le forze imperiali indietreggiarono e il vice maggiore Nogi Maresuke del Quattordicesimo Reggimento di Kokura perse i colori reggimentali nel corso dei feroci combattimenti. Tuttavia, malgrado i suoi successi, l'esercito di Satsuma non riuscì a prendere il castello, e incominciò a rendersi conto che l'esercito coscritto non era così inefficiente come ritenuto all'inizio. Dopo due giorni di attacchi infruttuosi, le forze di Satsuma scavarono nel terreno ghiacciato, duro come roccia, intorno al castello e cercarono di stanare la guarnigione per fame con un assedio. La situazione era particolarmente disperata per i difensori poiché le loro scorte di cibo e munizioni erano state consumate dall'incendio di un magazzino poco prima che la ribellione incominciasse.
Durante l'assedio, molti ex samurai di Kumamoto si riversarono sotto la bandiera di Saigo, ingrossando le sue file fino a circa 20 000 uomini. Nel frattempo il 9 marzo Saigo, Kirino e Shinohara furono spogliati dei loro ranghi e titoli di corte. La notte dell'8 aprile, una forza dal Castello di Kumamoto fece una sortita, aprendo a forza un varco tra le linee di Satsuma e consentendo ai rifornimenti disperatamente necessari di raggiungere la guarnigione. L'Esercito imperiale principale, sotto il comando del generale Kiyotaka Kuroda con l'assistenza del generale Yamakawa Hiroshi, arrivò a Kumamoto il 12 aprile, mettendo in fuga le forze di Satsuma ora pesantemente superate di numero.

### Battaglia di Tabaruzaka

Battaglia di Tabaruzaka: truppe imperiali a sinistra, truppe samurai ribelli a destra.

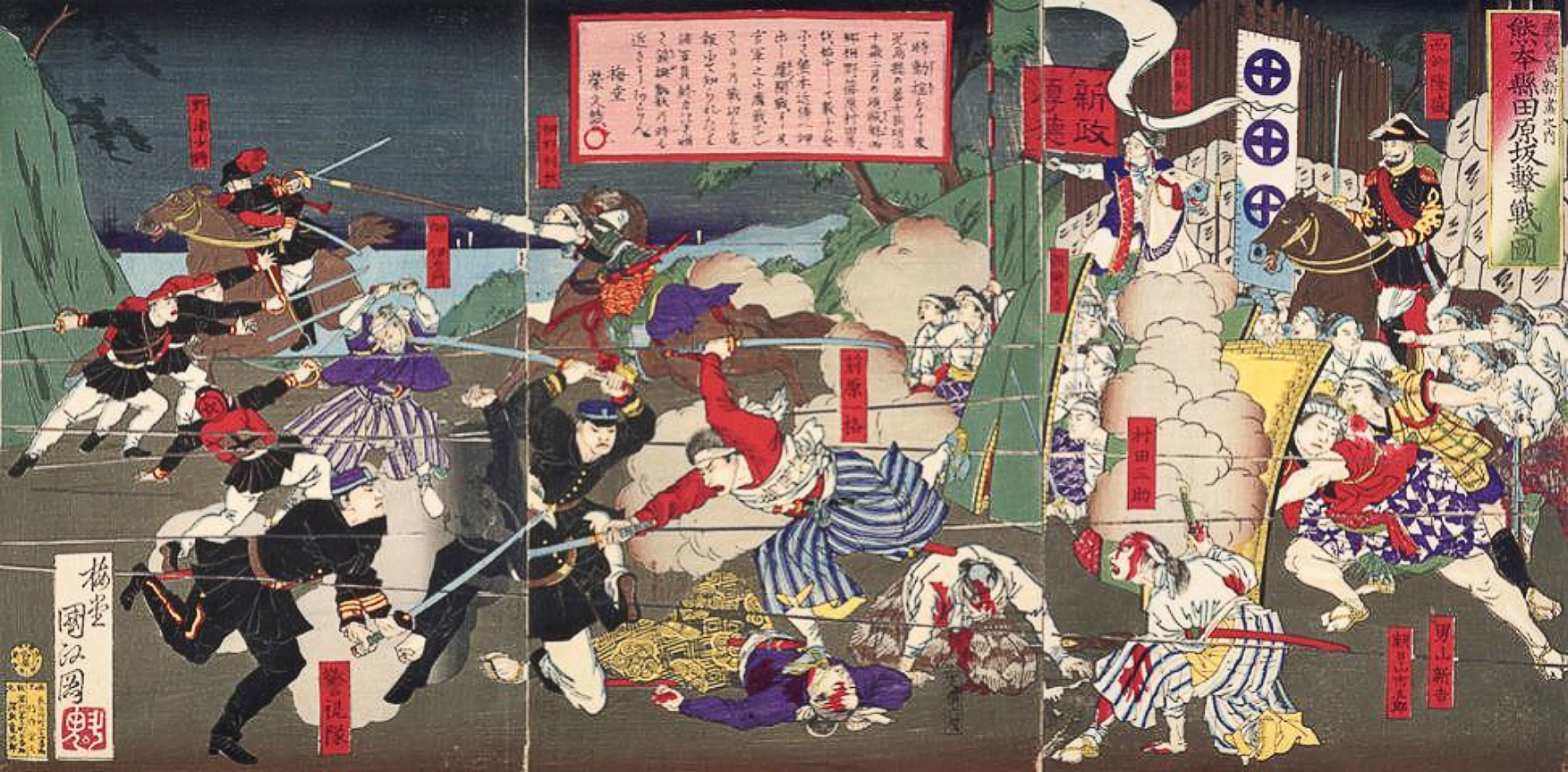
Battaglia di Tabaruzaka.

Il 4 marzo il generale Yamagata dell'Esercito imperiale ordinò un assalto frontale a Tabaruzaka, che controllava gli avvicinamenti a Kumamoto, assalto che si trasformò in una battaglia lunga otto giorni. Tabaruzaka era tenuta da quasi 15 000 samurai di Satsuma, Kumamoto e Hitoyoshi contro la 9ª Brigata Fanteria dell'Esercito imperiale (quasi 90 000 uomini). Al culmine della battaglia, Saigo scrisse una lettera privata al principe Arisugawa, riaffermando le sue ragioni per andare a Tokyo. La sua lettera indicava che non era votato alla ribellione e cercava un accomodamento pacifico. Il governo, tuttavia, rifiutò di negoziare.
Per tagliare Saigo fuori dalla sua base, una forza imperiale con tre navi da guerra, 500 poliziotti e parecchie compagnie di fanteria, sbarcò a Kagoshima l'8 marzo, s'impadronì degli arsenali e prese in custodia il governatore di Satsuma.
Yamagata sbarcò anche un distaccamento con due brigate di fanteria e 1 200 poliziotti dietro le linee nemiche, così da piombare su di esse alle spalle dalla Baia di Yatsushiro. Le forze imperiali sbarcarono con poche perdite, poi si spinsero a nord impadronendosi della città di Miyanohara il 19 marzo. Dopo aver ricevuto rinforzi, la forza imperiale, che contava ora 4 000 uomini, attaccarono gli elementi di retroguardia dell'esercito di Satsuma e li ricacciarono indietro.
Tabaruzaka fu una delle più intense campagne della guerra. Le forze imperiali emersero vittoriose, ma con pesanti perdite da entrambe le parti. Ciascuno schieramento aveva avuto più 4 000 uccisi o feriti.

### Ritirata da Kumamoto
Dopo il suo fallito tentativo di prendere Kumamoto, Saigo guidò i suoi seguaci in una marcia di sette giorni a Hitoyoshi. Il morale era estremamente basso, e mancando di qualsiasi strategia, le forze di Satsuma si trincerarono in attesa della prossima offensiva dell'Esercito imperiale. Tuttavia, l'Esercito imperiale era ugualmente logorato, ed i combattimenti furono sospesi per parecchie settimane per permettere i rinforzi. Quando l'offensiva fu ripresa, Saigo si ritirò a Miyazaki, lasciando dietro numerose sacche di samurai tra le colline a condurre attacchi di guerriglia. Il 24 luglio, l'Esercito imperiale stanò Saigo da Miyakonojō, e poi da Nobeoka. Truppe furono sbarcate a Ōita e a Saiki a nord dell'esercito di Saigo, che fu quindi intrappolato in un attacco a tenaglia. Tuttavia, l'esercito di Satsuma riuscì a rompere l'accerchiamento, pagando però un alto prezzo: entro il 17 agosto, si era ridotto a 3 000 combattenti, e aveva perso la maggior parte delle moderne armi da fuoco e tutta la sua artiglieria.
I ribelli sopravvissuti si attestarono sulle pendici del Monte Enodake, e furono presto circondati. Determinato a non lasciar fuggire di nuovo i ribelli, Yamagata inviò una grande forza che superava l'esercito di Satsuma di 7 a 1. La maggior parte delle forze rimanenti di Saigo si arresero o eseguirono seppuku. Tuttavia, il 19 agosto Saigo, dopo aver bruciato le sue lettere private e l'uniforme dell'esercito, riuscì a sgusciare via verso Kagoshima con gli uomini validi rimasti. Malgrado gli sforzi di Yamagata durante i giorni successivi, Saigo e i suoi 500 uomini rimanenti raggiunsero Kagoshima il 1º settembre e conquistarono il Monte Shiroyama, che dominava la città.

### Battaglia di Shiroyama

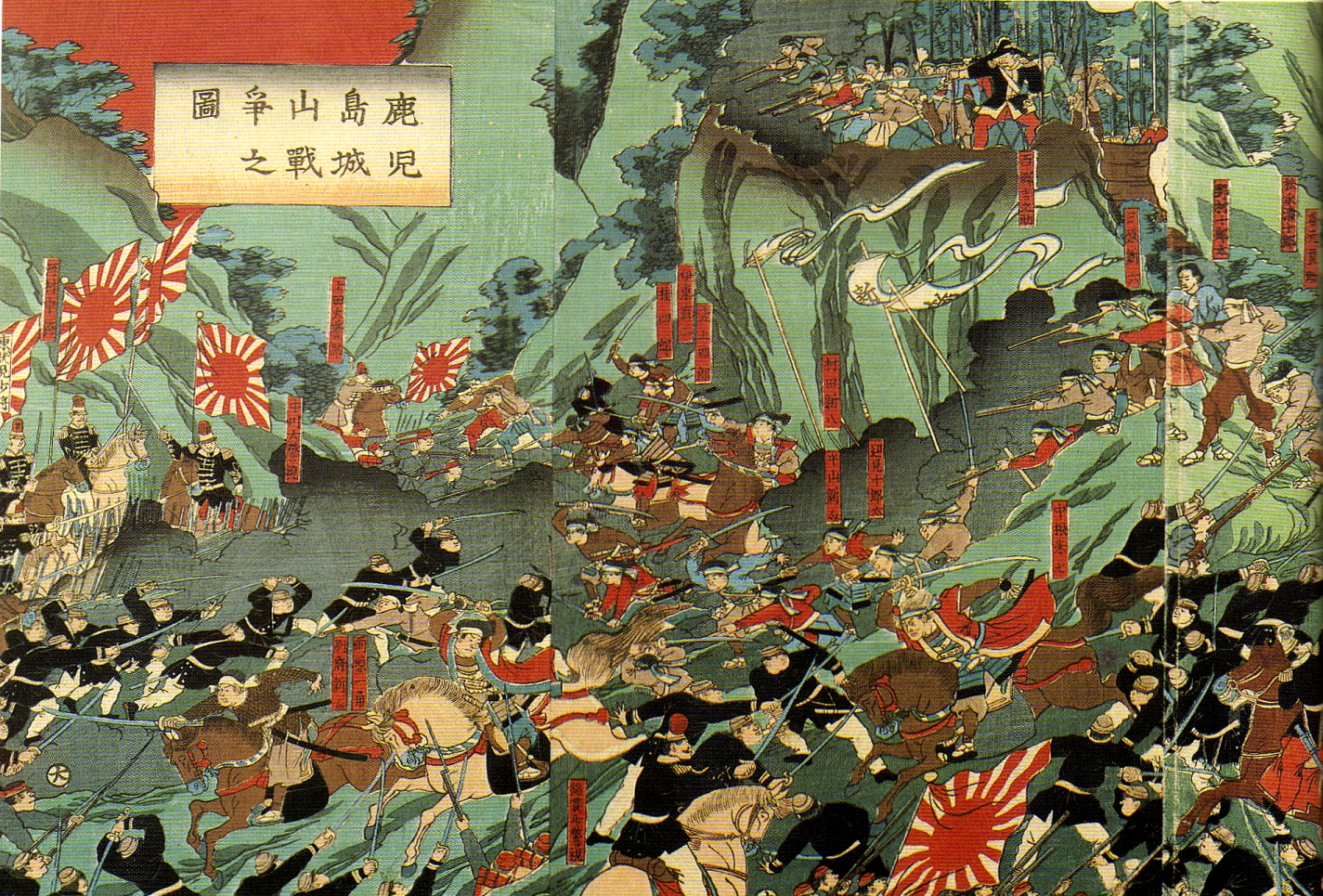
Battaglia di Shiroyama.

Saigo e i suoi samurai rimasti furono respinti verso Kagoshima dove si consumò un ultimo scontro, la battaglia di Shiroyama, nella quale le truppe dell'Esercito imperiale sotto il comando del generale Aritomo Yamagata e i marines sotto il comando dell'ammiraglio Kawamura Sumiyoshi superavano in numero Saigo di 60 a 1. Tuttavia, Yamagata era determinato a non lasciare niente al caso. Le truppe imperiali trascorsero parecchi giorni costruendo un elaborato sistema di trincee, muri e ostacoli per impedire un'altra fuga. Le cinque navi da guerra del governo nel porto di Kagoshima aggiunsero la loro potenza di fuoco all'artiglieria di Yamagata, e cominciarono a ridurre sistematicamente le posizioni dei ribelli.

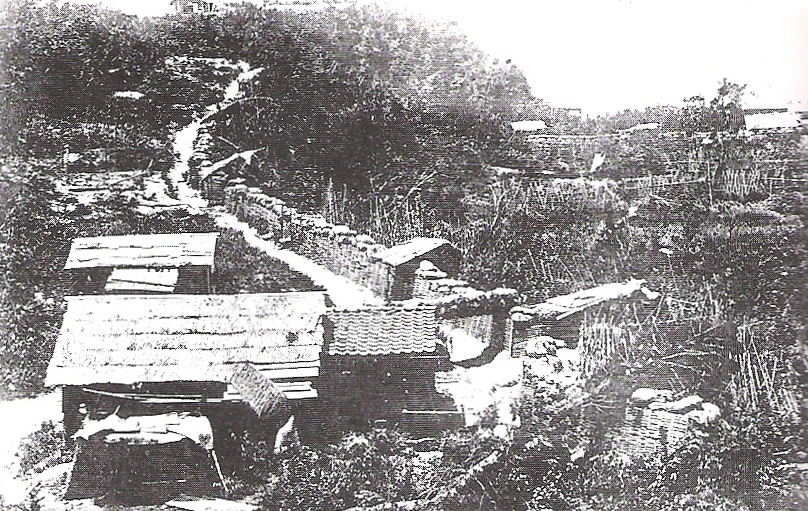
Fortificazioni dell'Esercito imperiale giapponese che circondano Shiroyama. Fotografia del 1877.

Dopo che Saigo ebbe respinto una lettera di Yamagata datata 1º settembre, abbozzata da un giovane Suematsu Kenchō (vedi M. Matsumura, Pōtsumasu he no michi, Hara Shobo, 1987, Capitolo 1), che gli chiedeva di arrendersi, Yamagata ordinò un assalto frontale completo il 24 settembre 1877. Entro le 6 del mattino, solo 40 ribelli erano ancora vivi. Saigo era gravemente ferito. La leggenda dice che uno dei suoi seguaci, Beppu Shinsuke, agì da kaishakunin e aiutò Saigo a fare seppuku prima che potesse essere catturato. Tuttavia, altre prove contraddicono questa versione, affermando che Saigo in realtà morì per la ferita di una pallottola e che poi la sua testa fu recisa da Beppu al fine di preservarne la dignità.
Dopo la morte di Saigo, Beppu e gli ultimi samurai sguainarono le loro spade e si lanciarono giù per la collina verso le posizioni imperiali finché l'ultimo di loro non fu falciato dalle mitragliatrici Gatling. Con queste morti, la ribellione di Satsuma giunse al termine.

## Conseguenze

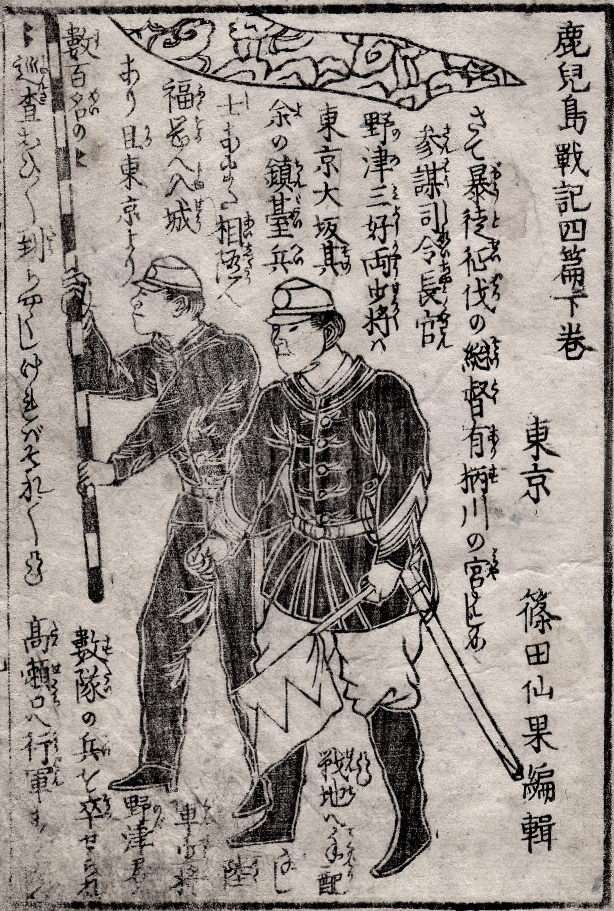
Soldati dell'Esercito imperiale giapponese durante la ribellione di Satsuma.

Dal punto di vista finanziario, schiacciare la ribellione di Satsuma costò enormemente al governo, costringendo il Giappone ad abbandonare il sistema aureo e a stampare moneta cartacea. La ribellione segnò anche la fine definitiva della classe samurai, in quanto il nuovo Esercito imperiale giapponese, formato da coscritti senza riguardo per la classe sociale, aveva dato buona prova di sé in battaglia. Takamori Saigo fu considerato dal popolo come un eroe tragico e, il 22 febbraio 1889, l'Imperatore Mutsuhito lo perdonò pubblicamente riabilitandone la memoria.

## Ordine di battaglia

### Organizzazione delle forze imperiali
All'avvio della ribellione di Satsuma, l'Esercito imperiale giapponese (compresa la Guardia imperiale) contava approssimativamente 34 000 uomini. La fanteria di linea era divisa in 14 reggimenti di 3 battaglioni ciascuno. Ogni battaglione consisteva di 4 compagnie. In tempo di pace, ogni compagnia aveva approssimativamente 160 soldati semplici e 32 ufficiali e sottufficiali. Durante una guerra la forza di una compagnia doveva essere aumentata fino a 240 soldati semplici. Un battaglione aveva 640 uomini in tempo di pace e teoricamente 960 uomini in tempo di guerra. Questi erano armati con fucili Snider a retrocarica e potevano sparare approssimativamente sei colpi al minuto.
C'erano due «reggimenti» di cavalleria di linea e un «reggimento» di cavalleria della Guardia imperiale. Le illustrazioni contemporanee mostrano la cavalleria armata di lance.
L'artiglieria imperiale consisteva di 18 batterie divise in 9 battaglioni, con 120 uomini per batteria in tempo di pace. Durante la guerra, l'artiglieria da montagna aveva una forza nominale di 160 uomini per batteria e l'artiglieria da campo aveva 130 uomini per batteria. L'artiglieria consisteva di oltre 100 pezzi, compresi cannoni da montagna da 5,28 libbre, cannoni da campo Krupp di vario calibro, e mortai.
La consistenza della Guardia imperiale (per lo più ex samurai) era sempre mantenuta al livello del tempo di guerra. La fanteria della Guardia era divisa in 2 reggimenti di 2 battaglioni ciascuno. Un battaglione era forte di 672 uomini ed era organizzato come i battaglioni di linea. Il reggimento di cavalleria consisteva di 150 uomini. Il battaglione di artiglieria era diviso in 2 batterie con 130 uomini per batteria.
Il Giappone era diviso in sei distretti militari: Tokyo, Sendai, Nagoya, Osaka, Hiroshima e Kumamoto, con due o tre reggimenti di fanteria, più artiglieria e altre truppe ausiliarie, assegnate a ciascun distretto.

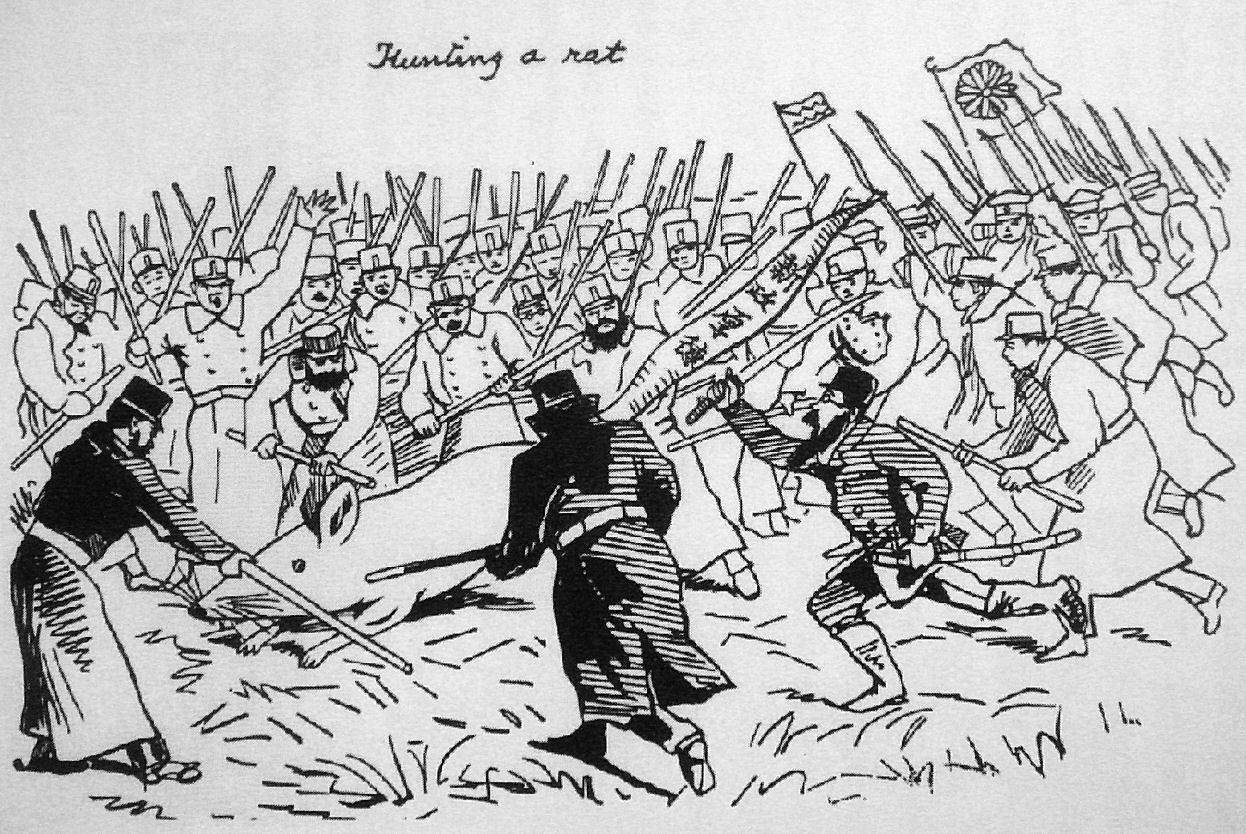
«Dare la caccia a un topo»: disegno satirico della ribellione di Satsuma, nel periodico in lingua inglese del 1877 Japan Punch. I poliziotti tengono una bandiera che dice «新政厚徳» («Nuovo governo, alta moralità», lo slogan del nuovo governo), e il topo è circondato da poliziotti che brandiscono dei bastoni.

 Oltre all'esercito, il governo centrale usò anche marines e poliziotti di Tokyo nella sua lotta contro Satsuma. La polizia, in unità che variavano da 300 a 600 uomini, era formata per lo più da ex samurai (ironicamente, molti dei quali erano di Satsuma) ed era armata solo di bastoni di legno e di spade (la polizia giapponese non usò armi da fuoco fino ai Moti per il riso del 1918).
Durante il conflitto, lo schieramento governativo consumò in media 322 000 colpi d'arma da fuoco, e 1 000 proiettili d'artiglieria al giorno.

### Organizzazione delle forze di Satsuma
I samurai di Satsuma erano organizzati inizialmente in 6 battaglioni di 2 000 uomini ciascuno. Ogni battaglione era diviso in 10 compagnie di 200 uomini. Nella sua marcia al Castello di Kumamoto, l'esercito era diviso in tre divisioni: un'avanguardia di 4 000 uomini, la divisione principale di 4 000 e una retroguardia di 2 000 uomini. Inoltre, vi erano 200 artiglieri e 1 200 operai. Nell'aprile 1877, Saigo riorganizzò l'esercito in 9 unità di fanteria di 350 a 800 uomini ciascuna.
I samurai erano armati con fucili ad avancarica Enfield e Model 1857 Six Line (russi) e potevano sparare approssimativamente un colpo al minuto. La loro artiglieria consisteva di 28 cannoni da montagna, 2 cannoni da campo e 30 mortai assortiti.

## Neimedia
- Il videogioco per PlayStation 2 Way of the Samurai ha luogo durante la ribellione di Satsuma.
- Il film del 2003 L'ultimo samurai, interpretato da Tom Cruise e Ken Watanabe, è basato liberamente sulla ribellione di Satsuma.